# Demokratische Volkspartei (Japan)
Die Demokratische Volkspartei (kurz DVP; jap. 国民民主党 Kokumin Minshutō; eng. Democratic Party For the People, kurz DPFP, auch DPP) ist eine politische Partei in Japan. Sie entstand ursprünglich im Mai 2018 aus der Vereinigung von Demokratischer Fortschrittspartei (Minshintō, kurz DFP) und Kibō no Tō (kurz Kibō) und sieht sich als zentristische Alternative zur regierenden Liberaldemokratischen Partei (kurz LDP). Im September 2020 verlor die Partei die meisten ihrer Mitglieder bei ihrer Fusion mit der Konstitutionell-Demokratischen Partei; 15 Abgeordnete entschieden sich für einen Verbleib in der DVP.

## Geschichte

### Gründung
Nachdem sich der damalige Parteivorsitzende der DFP, Seiji Maehara, im September 2017 angesichts der Unterhauswahl im Oktober 2017 dazu entschlossen hatte, keine eigenen Kandidaten zu nominieren und seinen Mitgliedern stattdessen empfahl, für die kurz zuvor von der Tokioter Gouverneurin Yuriko Koike gegründete Kibō no Tō zu kandidieren, war die DFP seitdem mit nur noch wenigen Abgeordneten, die sich auch nicht mehr alle in einer Fraktion versammelten (die meisten gehörten jedoch der Mushozoku no Kai an), im Unterhaus vertreten. Darüber hinaus hatte die Kibō no Tō ein verhältnismäßig schlechtes Wahlergebnis eingefahren und Koike war als Parteivorsitzende zurückgetreten, weshalb sich beide Parteien seitdem mit sehr tiefen Umfragewerten (DFP 3 % bis 4 %; Kibō unter 1 %) konfrontiert sahen. Aufgrund dessen hatte Maeharas Nachfolger als DFP-Vorsitzender, Kōhei Ōtsuka, seit seiner Ernennung im Oktober 2017 den Wunsch nach einer neuen Partei geäußert, um die zersplitterte Opposition zu vereinigen.
Im April 2018 wurden diese Pläne konkretisiert und Ōtsuka konnte den Kibō-Vorsitzenden Yūichirō Tamaki, Koikes Nachfolger, von einer Vereinigung ihrer Parteien überzeugen. Yukio Edano, Vorsitzender der größten Oppositionspartei, der Konstitutionell-Demokratischen Partei (kurz KDP), und Ichirō Ozawa mit seiner Liberalen Partei lehnten eine Teilnahme an der Partei jedoch mit der Begründung, eine Fusion der Oppositionsparteien ergebe zu diesem Zeitpunkt keinen Sinn, ab. Auch innerhalb der DFP gab es Meinungsverschiedenheiten über das Vorgehen Ōtsukas; viele erfahrene Mitglieder wie Yoshihiko Noda (ehemaliger Premierminister), Katsuya Okada (ehemaliger Außen- und Vizepremierminister) und Jun Azumi (ehemaliger Finanzminister) traten daraufhin aus der DFP aus. Insgesamt lehnten 40 % der DFP-Abgeordneten eine Fusion mit der Kibō no Tō ab und gaben bekannt, aus der Partei auszutreten; auch bei der Kibō no Tō gaben mehrere Abgeordnete wie Shigefumi Matsuzawa oder Nariaki Nakayama bekannt, nicht der neuen Partei beizutreten und den Namen „Kibō no Tō“ zu erhalten. Ende April 2018 einigte man sich auf den neuen Parteinamen Kokumin Minshutō (国民民主党, etwa „Demokratische Volkspartei“), nachdem zuvor Bezeichnungen wie Shintō Zero (新党ゼロ, etwa „Neue Partei Null“) oder Kaishintō (改進党, etwa „Reformpartei“) im Gespräch gewesen waren.
Am 7. Mai 2018 erfolgte schließlich der Gründungsparteitag der Demokratischen Volkspartei, bei dem das Erscheinungsbild, der Vorstand sowie die Grundsätze der Partei bekanntgegeben wurden. Davor war es für die Kibō-Mitglieder notwendig gewesen, die Kibō no Tō zu verlassen und für einen Tag der neu gegründeten Übergangspartei Kokumintō (国民党, etwa „Volkspartei“) beizutreten, damit sich diese dann kurz später mit der DFP zur Demokratischen Volkspartei zusammenschließen konnte. Letztendlich traten aufgrund interner Streitigkeiten innerhalb der Parteien lediglich 62 Abgeordnete der DVP bei, während es bei einer vollständigen Fusion von DFP und Kibō zu einer Summe von 107 Abgeordneten gekommen wäre und die DVP somit die KDP (63 Abgeordnete) als größte Oppositionspartei abgelöst hätte. Als Parteivorsitzende fungierten bis zur Wahl eines Vorsitzenden im September 2018 Ōtsuka und Tamaki als „Ko-Vorsitzende“ (共同代表 kyōdo-daihyō); zum Generalsekretär wurde Motohisa Furukawa ernannt, der diesen Posten zuvor in der Kibō no Tō ausgeübt hatte. Bei der Wahl am 4. September 2018 wurde Tamaki gegen den Unterhausabgeordneten Keisuke Tsumura mit deutlichem Vorsprung zum Vorsitzenden gewählt. Das Amt des Generalsekretärs übernahm am 11. September der ehemalige Chefkabinettssekretär Hirofumi Hirano.

### Zusammenschlüsse und Neugründung
Im Januar 2019 einigte sich die DVP mit der Liberalen Partei von Ichirō Ozawa auf die Bildung einer gemeinsamen Fraktion jeweils im Unter- und Oberhaus. Tamaki und Ozawa nannten dies den „ersten Schritt“ zur Vereinigung der Oppositionsparteien und sprachen sich für weitere Zusammenschlüsse aus, was die KDP jedoch ablehnte.
Bei der Oberhauswahl im Juli 2019 erhielt die DVP insgesamt sechs Sitze und verlor damit zwei bisherige Abgeordnete (Toshio Ishigami und Kusuo Ōshima). Durch den Beitritt des unabhängig gewählten Takanori Yokosawa aus Iwate kurz nach der Wahl und dem Umstand, dass das Parteimitglied Shinji Morimoto als Unabhängiger im Wahlkreis Hiroshima gewählt wurde, ist die DVP nun wieder in gleicher Zahl im Sangiin aufgestellt. Im August 2019 verständigten sich DVP, KDP und die Sozialdemokratische Partei (SDP) auf die Bildung von gemeinsamen Fraktionen in beiden Kammern der Nationalversammlung. Die gemeinsame Unterhausfraktion hieß Rikken Minshu/Kokumin/Shaho/Mushozoku Forum (立憲民主・国民・社保・無所属フォーラム) und die Oberhausfraktion Rikken/Kokumin.Shinryokufūkai/Shamin (立憲・国民.新緑風会・社民).
Im Dezember 2019 schlug der KDP-Vorsitzende Edano der DVP und SDP eine Eingliederung der Parteien in die KDP vor. Die entsprechenden Verhandlungen zwischen KDP und DVP, die von den jeweiligen Generalsekretären geleitet wurden, wurden jedoch im Januar 2020 aufgrund des Beginns der regulären Sitzungsperiode des Parlaments ohne Ergebnis unterbrochen. Die KDP forderte in den Verhandlungen die Beibehaltung ihres Parteinamens und nahezu des gesamten KDP-Vorstandes, was bei der DVP auf Ablehnung stieß. Außerdem entstanden u. a. Differenzen bei der Energiepolitik, bei der die DVP im Gegensatz zur KDP, die einen Atomausstieg bis 2030 forderte, das Wiederhochfahren von Kernkraftwerken und einen längerfristigen Atomausstieg bevorzugte.
In einer neuen Runde von Vereinigungsverhandlungen stimmte die Partei im August 2020 dem Zusammenschluss endgültig zu, auch wenn einige DVP-Mitglieder um den Parteivorsitzenden Tamaki die Fusion ablehnten. Einige grundsätzliche inhaltliche Differenzen waren weiterhin ungeklärt, etwa bei der Atomenergiepolitik. Ursprünglich sollte die gemeinsame Partei den Namen Rikken Minshutō behalten, aber nach Widerstand aus der DVP einigte man sich darauf, einen neuen Namen gemeinsam zu beschließen. Statt einer echten Fusion lief es letztlich auf eine Spaltung der DVP (mit Aufteilung von Parteienfinanzierung etc.) hinaus: 22 DVP-Mitglieder aus dem Nationalparlament wollten sich nicht an der gemeinsamen Partei mit der KDP beteiligen. 15 davon um Tamaki führten die DVP weiter bzw. formal: gründeten sie am 15. September 2020 neu (aber mit dem alten Namen). Die Spaltung der alten DVP wurde am 8. vom Exekutivrat und am 9. September von der Generalversammlung der Abgeordneten beider Kammern besiegelt, einen Tag bevor die 149 Abgeordneten der zukünftigen demokratischen Fusionspartei (88 aus der KDP, 40 aus der DVP, 21 parteilose Mitglieder der bisherigen beiden gemeinsamen KDP-DVP-Fraktionen im Parlament) einen Vorsitzenden und einen Parteinamen wählten. Deren Gründungsparteitag erfolgte ebenfalls am 15. September 2020. Während die „neue“ DVP im Unterhaus weiterhin der Gemeinschaftsfraktion angehört, spaltete sie sich im Oberhaus von dieser ab und gründete die eigenständige Fraktion Kokumin Minshutō/Shinryokufūkai. Am 20. Oktober kehrte Takanori Kawai, der bei der Neugründung ausgeschieden war, in die Partei zurück. Zu Beginn der 203. Sitzung des Parlaments verließ die Partei die Gemeinschaftsfraktion auch im Unterhaus und gründete zusammen mit den ehemaligen Kibō-no-Tō-Abgeordneten Nariaki Nakayama und Kazunori Inoue die Fraktion Kokumin Minshutō/Mushozoku Club (国民民主党・無所属クラブ, etwa „Demokratische Volkspartei/Unabhängiger Klub“).
Im September 2023 wurde die DVP-Ex-Senatorin Wakako Yata Beraterin des Premierministers für das umgebildete zweite Kabinett Kishida.
Im Dezember 2023 trat mit Seiji Maehara der erfahrenste DVP-Nationalabgeordnete zusammen mit drei weiteren Mitgliedern beider Kammern aus der DVP aus, um zusammen mit einem KDP-Abgeordneten die „Vereinigung zur Realisierung kostenloser Bildung“ (教育無償化を実現する会 Kyōiku Mushōka o Jitsugen suru Kai) zu gründen.
Bei der Repräsentantenhauswahl 2024, anders als 2021 jenseits von einzelnen Wahlkreisen ohne Bündnis mit der Mitte-links-Opposition, vervierfachte die DVP ihre Sitzzahl, während die Regierungskoalition ihre Mehrheit verlor. Die DVP zeigte sich anschließend zu einer Sachkooperation mit der Regierung bereit, ohne aber eine feste Duldungsvereinbarung (wie 1996–1998) zu schließen. Der Vorsitzende Tamaki wurde in einem Zuge eines Ehebruchs, der am Tag der ersten Nationalversammlung nach der Repräsentantenhauswahl öffentlich gemacht wurde, für drei Monate vom Parteivorsitz suspendiert.

## Führungsstruktur

### Parteivorsitzender
Ähnlich wie bei der LDP wird der Vorsitzende formal von Abgeordneten, Parteimitgliedern und Anhängern gewählt. Das Wahlverfahren wurde von der Demokratischen Fortschrittspartei übernommen.
Liste der Parteivorsitzenden
- Kōhei Ōtsuka und Yūichirō Tamaki (Ko-Vorsitz): Mai 2018–September 2018
- Yūichirō Tamaki: September 2018–

### Parteivorstand
Wichtige Positionen im Parteivorstand neben dem Parteivorsitzenden sind der Generalsekretär, der Vorsitzende des politischen Forschungsausschusses (kurz PARC) und der Vorsitzende des Komitees für Parlamentsangelegenheiten (国会対策委員会 Kokkai Taisaku Iinkai, kurz 国対 Kokutai).
Liste der Generalsekretäre
- „alte“ DVP
  - Motohisa Furukawa: Mai 2018–September 2018
  - Hirofumi Hirano: September 2018–September 2020
- 2020–: Kazuya Shimba

Liste der PARC-Vorsitzenden
- „alte“ DVP
  - Shin'ya Adachi: Mai 2018–September  2018
  - Kenta Izumi: September 2018–September 2020
- 2020–2021: Yasue Funayama
- 2021–2024: Kōhei Ōtsuka
- 2024–: Makoto Hamaguchi

Liste der Kokutai-Vorsitzenden
- „alte“ DVP
  - Kenta Izumi: Mai 2018–September 2018
  - Kazuhiro Haraguchi: September 2018–September 2020
- 2020–: Motohisa Furukawa

Daneben gehören zum Vorstand unter anderem der derzeit nur einzige stellvertretende Vorsitzende (daihyō-daikō), die Vizevorsitzenden (fuku-daihyo), der Vorsitzende des Wahlkampfausschusses und der stellvertretende Generalsekretär (kanjichō daikō).

## Wahlergebnisse

### National
| Jahr                              | Unterhauswahlergebnisse           | Unterhauswahlergebnisse           | Unterhauswahlergebnisse           | Unterhauswahlergebnisse           | Unterhauswahlergebnisse           | Unterhauswahlergebnisse | Oberhauswahlergebnisse | Oberhauswahlergebnisse | Oberhauswahlergebnisse | Oberhauswahlergebnisse | Oberhauswahlergebnisse | Oberhauswahlergebnisse | Oberhauszusammensetzung |
| Jahr                              | Kandidaten                        | Mehrheitswahl                     | Mehrheitswahl                     | Verhältniswahl                    | Verhältniswahl                    | Mandate gesamt          | Kandidaten             | Mehrheitswahl          | Mehrheitswahl          | Verhältniswahl         | Verhältniswahl         | Mandate gesamt         | Oberhauszusammensetzung |
| Jahr                              | Kandidaten                        | Stimmenanteil                     | Mandate                           | Stimmenanteil                     | Mandate                           | Mandate gesamt          | Kandidaten             | Stimmenanteil          | Mandate                | Stimmenanteil          | Mandate                | Mandate gesamt         | Oberhauszusammensetzung |
| --------------------------------- | --------------------------------- | --------------------------------- | --------------------------------- | --------------------------------- | --------------------------------- | ----------------------- | ---------------------- | ---------------------- | ---------------------- | ---------------------- | ---------------------- | ---------------------- | ----------------------- |
| Bei Gründung der „alten“ DVP 2018 | Bei Gründung der „alten“ DVP 2018 | Bei Gründung der „alten“ DVP 2018 | Bei Gründung der „alten“ DVP 2018 | Bei Gründung der „alten“ DVP 2018 | Bei Gründung der „alten“ DVP 2018 | 39/465                  |                        |                        |                        |                        |                        |                        | 23/242                  |
| 2019                              |                                   |                                   |                                   |                                   |                                   |                         | 28                     | 6,5 %                  | 3/74                   | 7,0 %                  | 3/50                   | 6/124                  | 21/245                  |
| Bei Gründung der „neuen“ DVP 2020 | Bei Gründung der „neuen“ DVP 2020 | Bei Gründung der „neuen“ DVP 2020 | Bei Gründung der „neuen“ DVP 2020 | Bei Gründung der „neuen“ DVP 2020 | Bei Gründung der „neuen“ DVP 2020 | 6/465                   |                        |                        |                        |                        |                        |                        | 7/245                   |
| 2021                              | 27                                | 2,2 %                             | 6/289                             | 4,5 %                             | 5/176                             | 11/465                  |                        |                        |                        |                        |                        |                        |                         |
| 2022                              |                                   |                                   |                                   |                                   |                                   |                         | 22                     | 3,8 %                  | 2/75                   | 6,0 %                  | 3/50                   | 5/125                  | 10/248                  |
| 2024                              | 42                                | 4,3 %                             | 11/289                            | 11,3 %                            | 17/176                            | 28/465                  |                        |                        |                        |                        |                        |                        |                         |

## Fraktionen im Nationalparlament
Die DVP-Fraktionen im Nationalparlament sind derzeit (Stand: Dezember 2024) im Unterhaus Kokumin Minshutō/Mushozoku Club (~ „Demokratische Volkspartei/Unabhängiger Klub“; trotz des Namens derzeit ohne parteilose Mitglieder) und im Oberhaus Kokumin Minshutō/Shinryokufūkai (~ „Demokratische Volkspartei/Neues Ryokufūkai“).